# Heraclia atrifusa
Heraclia atrifusa är en fjärilsart som beskrevs av George Francis Hampson. Heraclia atrifusa ingår i släktet Heraclia och familjen nattflyn. Inga underarter finns listade i Catalogue of Life.